# The School for Good and Evil
The School for Good and Evil és una pel·lícula fantàstica de 2022 dirigida per Paul Feig. Està basada en la novel·la homònima del 2013 de Soman Chainani, amb guió escrit per David Magee i Feig. La pel·lícula és protagonitzada per Sophia Anne Caruso, Sofia Wylie, Laurence Fishburne, Michelle Yeoh, Jamie Flatters, Kit Young, Peter Serafinowicz, Kerry Washington i Charlize Theron.
Inicialment, Universal Pictures havia programat l'estrena de la pel·lícula abans que Netflix es fera càrrec el 2020. La producció va començar a principis del 2021 a Belfast i més tard aquell any. La pel·lícula es va estrenar el 19 d'octubre de 2022.

## Sinopsi
Les millors amigues Sophie i Agatha són segrestades i portades a l'Escola del Bé i del Mal (The School for Good and Evil) Després que la seua fortuna s'inverteix, el duet intenta trobar una manera de tornar a casa. En fer-ho, la seua amistat es posa a prova.

## Repartiment
- Sofia Wylie com a Agatha[1]
- Sophia Anne Caruso com a Sophie[1]
- Laurence Fishburne com el director[2][3]
- Michelle Yeoh com a Prof. Emma Anemone[4][5]
- Jamie Flatters com a Tedros[6]
- Kit Young com a Rafal[6]
- Peter Serafinowicz[7]
- Kerry Washington com a Prof. Clarissa Dovey[8][9]
- Charlize Theron com a Lady Lesso[10][11]
- Cate Blanchett com a la narradora[12][13]
- Ben Kingsley[7]
- Patti LuPone[7]
- Rob Delaney[7]
- Rachel Bloom[7]
- Earl Cave com a Hort[14]
- Freya Theodora Parks com a Hester[15][16]
- Demi Isaac Oviawe com a Anadil[15][16]
- Kaitlyn Akinpelumi com a Dot[15][16]
- Mark Heap com a professor Bilious Manley[7][17]
- Briony Scarlett com a Reena[17][18]
- Chinenye Ezeudu com a Chinen[19][20]
- Rosie Graham com a Millicent[21][22]
- Emma Lau[18]
- Joelle[23][24]
- Holly Sturton[25]
- Alex Cubb[25]
- Stephanie Siadatan[26]
- Petra Hajduk[26]
- Abigail Stones[26]
- Ali Khan[26]
- Myles Kamwendo[26]
- Olivia Booth-Ford[26]
- Misia Butler[27]

## Producció
El 2011, els estudis van considerar una adaptació cinematogràfica basada en la sèrie The School for Good and Evil. Poc després de la publicació del primer llibre de la sèrie el 2013, Roth Films es va associar amb Jane Startz Productions per adquirir els drets per produir una pel·lícula basada en la novel·la. Universal Pictures va guanyar la subhasta en un acord de set xifres per a les taxes de llibres i de guió. Roth, Startz i Palak Patel van ser nomenats productors. Chainani i Malia Scotch Marmo van ser contractats per escriure el guió, i el primer va escriure els dos esborranys inicials. El juliol de 2015, Chainani va declarar que ell i Scotch Marmo van acabar d'escriure el guió.
Posteriorment, la pel·lícula va caure en infern de producció, fins que Netflix va comprar els drets amb un nou equip que incloïa David Magee i Laura Solon com a guionistes el 2017. El servei de streaming va expressar interés per les pel·lícules familiars d'acció en directe, ja que la majoria de les pel·lícules familiars eren animades. Altres estudis rebutjaven sovint les produccions de gran pressupost per les despeses o els riscos d'estrenar una pel·lícula familiar que no es basava en propietat intel·lectual preexistent; tanmateix, l'ambició de Netflix de trobar pel·lícules que atraguen a totes les edats el va portar a comprar aquestes produccions. A Paul Feig se li va oferir un lloc com a director, però va dubtar a causa dels contrastos de la pel·lícula amb el seu estil i gènere desconegut. No obstant això, es va reconsiderar després de llegir el guió, en el qual gaudia dels personatges, la història i les oportunitats per construir el món. Es va incorporar el 2020, amb Joe Roth, Jeffrey Kirschenbaum, Startz, Laura Fischer i Feig com a productors, i Zack Roth, Patricia Riggen i Chainani com a productors executius. Feig, que va col·laborar amb el guió, va afirmar que "un cop dirigeixes les coses que escrius, gairebé escrius com si estigueres a la sala de muntatge". De vegades, quan l'estudi o els productors demanaren que una determinada cosa s'expliqués al guió i els guionistes suggerien incloure-la mitjançant diàlegs, Feig va considerar que no calia, ja que "un cop veus dues persones... mirant-se l'un a l'altre amb aquesta emoció, simplement la sents"; tanmateix, van conservar les línies per si el públic durant les projeccions de proves no entenia aquesta part.
La pel·lícula es va rodar a diversos llocs de Belfast, Irlanda del Nord, inclosos els Belfast Harbour Studios i els Loop Film Studios. Al primer, es van utilitzar els 11.600 m² complets de l'estudi, el taller i l'espai d'oficines. Entre els llocs locals on The School for Good and Evil es va rodar estan l'església de Sant Pere; la catedral de Santa Anna; Mount Stewart; Museu Popular de l'Ulster; Finca Clandeboye; Big Dog Forest; bosc de Woodburn; Castle Archdale; i Antrim Road. Derry també va ser considerat com un lloc de rodatge, però va ser rebutjat per nombrosos motius. El gener de 2021 es va informar que el rodatge havia començat. Tanmateix, Chainani va dir que el rodatge començaria el 8 d'abril de 2021. Aproximadament entre 350 i 500 membres de la tripulació van treballar a The School for Good and Evil, la majoria dels quals eren locals. L'artista Robinson, que abans havia treballat amb Feig, va exercir com a primer ajudant de direcció; John Schwartzman va ser director de fotografia. El maig del 2021, es va acabar el rodatge per a Washington i Theron. Segons Chainani, el rodatge es va acabar el 3 o 4 de juliol de 2021; Feig, però, va necessitar rodar una altra escena, que es va rodar a finals de mes.